# Волейбол на летних Олимпийских играх 1988
Соревнования по волейболу на Играх XXIV Олимпиады проходили с 17 сентября по 2 октября 1988 года в Сеуле (Южная Корея) с участием 12 мужских и 8 женских национальных сборных команд. Было разыграно 2 комплекта наград. Чемпионский титул у мужчин выиграла сборная США, у женщин — сборная СССР.

## Команды-участницы

### Мужчины
Южная Корея — страна-организатор;
США — олимпийский чемпион 1984 года;
СССР — по итогам Кубка мира-1985 (2-е место);
Болгария — по итогам чемпионата мира 1986 года (3-е место);
Франция, Япония, Бразилия, Тунис — по итогам континентальных чемпионатов 1987 года;
Аргентина, Швеция, Нидерланды — по итогам квалификации;
Италия — по итогам квалификации (вместо отказавшейся от участия в Олимпиаде-1988 Кубы).

### Женщины
Южная Корея — страна-организатор;
Китай — чемпион мира 1986 года;
ГДР, Япония, Перу — по итогам континентальных чемпионатов 1987 года;
СССР — по итогам квалификации;
США — по итогам чемпионата Северной, Центральной Америки и Карибского бассейна 1987 (вместо отказавшейся от участия в Олимпиаде-1988 Кубы).
Бразилия — по итогам квалификации (вместо африканской команды).

## Призёры
|         | Золото | Серебро | Бронза |
| Мужчины | США Крейг Бак Карч Кирай Риччи Лайтис Дуглас Пати Джон Рут Дэйв Сандерс Эрик Сато Джефф Сторк Трой Таннер Стив Тиммонс Скотт Форчун Роберт Ствртлик Тренер — Марвин Данфи                                                        | СССР Ярослав Антонов Раймонд Вилде Вячеслав Зайцев Евгений Красильников Андрей Кузнецов Валерий Лосев Юрий Панченко Игорь Рунов Юрий Сапега Александр Сороколет Владимир Шкурихин Юрий Чередник Тренер — Геннадий Паршин | Аргентина Хавьер Вебер Алехандро Дис Клаудио Сульянелло Вальдо Кантор Даниэль Кастельяни Рауль Кирога Даниэль Колья Эстебан Мартинес Уго Конте Хуан Коминетти Эстебан да Пальма Тренер — Хуан Карлос Куминетти |
| Женщины | СССР Валентина Огиенко Елена Волкова Марина Кумыш Ирина Смирнова Татьяна Сидоренко Ирина Пархомчук Татьяна Крайнова Ольга Шкурнова Марина Никулина Елена Овчинникова Ольга Кривошеева Светлана Корытова Тренер — Николай Карполь | Перу Мириам Гальярдо Роса Гарсия Алехандра де ла Гуэрра Луиса Сервера Наталия Малага Габриэла Перес дель Солар Сесилия Тайт Хина Торреальва Сенайда Урибе Дениссе Фахардо Соня Эредия Катерин Орни Тренер — Пак Ман Бок  | Китай Цуй Юнмэй Цзян Ин Хоу Юйчжу Чжэн Мэйчжу Ян Силань Ян Сяоцзюнь У Дань Ван Яцзюнь Су Хуэйцзюань Ли Юэмин Ли Гоцзюнь Чжао Хун Тренер — Шан Жунфан                                                           |

## Соревнования

### Мужчины

#### Группа А
- 1-й тур.

17 сентября
Швеция — Южная Корея 3:2 (10:15, 5:15, 15:12, 17:15, 15:4).
18 сентября
Бразилия — Италия 3:0 (15:7, 15:4, 17:15).
СССР — Болгария 3:0 (15:7, 15:9, 15:8).
- 2-й тур.

19 сентября
СССР — Швеция 3:0 (15:8, 15:7, 16:14).
Болгария — Италия 3:0 (15:7, 15:8, 15:6).
Южная Корея — Бразилия 3:2 (19:17, 15:8, 6:15, 11:15, 15:12).
- 3-й тур.

22 сентября
Бразилия — Болгария 3:1 (13:15, 15:6, 15:12, 15:12).
Италия — Швеция 3:2 (9:15, 15:6, 12:15, 15:12, 15:3).
СССР — Южная Корея 3:0 (15:6, 15:7, 15:13).
- 4-й тур.

24 сентября
Бразилия — Швеция 3:1 (15:6, 13:15, 15:0, 15:12).
Болгария — Южная Корея 3:0 (15:7, 15:10, 15:8).
СССР — Италия 3:1 (15:9, 15:9, 12:15, 15:12).
- 5-й тур.

26 сентября
Италия — Южная Корея 3:0 (15:10, 15:7, 15:5).
Бразилия — СССР 3:2 (12:15, 9:15, 15:8, 15:11, 15:6).
Швеция — Болгария 3:0 (15:11, 15:12, 15:8).
| Команда        | 1   | 2   | 3   | 4   | 5   | 6   | И | В | П | С/П  | О |
| -------------- | --- | --- | --- | --- | --- | --- | - | - | - | ---- | - |
| 1. СССР        |     | 2:3 | 3:0 | 3:0 | 3:1 | 3:0 | 5 | 4 | 1 | 14:4 | 9 |
| 2. Бразилия    | 3:2 |     | 3:1 | 3:1 | 3:0 | 2:3 | 5 | 4 | 1 | 14:7 | 9 |
| 3. Швеция      | 0:3 | 1:3 |     | 3:0 | 2:3 | 3:2 | 5 | 2 | 3 | 9:11 | 7 |
| 4. Болгария    | 0:3 | 1:3 | 0:3 |     | 3:0 | 3:0 | 5 | 2 | 3 | 7:9  | 7 |
| 5. Италия      | 1:3 | 0:3 | 3:2 | 0:3 |     | 3:0 | 5 | 2 | 3 | 7:11 | 7 |
| 6. Южная Корея | 0:3 | 3:2 | 2:3 | 0:3 | 0:3 |     | 5 | 1 | 4 | 5:14 | 6 |

#### Группа В
- 1-й тур.

17 сентября
Франция — Нидерланды 3:1 (15:8, 7:15, 15:11, 15:7).
18 сентября
США — Япония 3:0 (15:13, 15:2, 15:2). 
Аргентина — Тунис 3:0 (15:5, 15:11, 15:6).
- 2-й тур.

19 сентября
США — Нидерланды 3:1 (15:7, 12:15, 15:1, 15:11).
Франция — Тунис 3:0 (15:10, 15:3, 15:9).
Аргентина — Япония 3:1 (15:11, 15:12, 11:15, 15:11).
- 3-й тур.

22 сентября
США — Аргентина 3:2 (11:15, 11:15, 15:4, 17:15, 15:7).
Франция — Япония 3:1 (10:15, 15:10, 17:15, 15:12).
Нидерланды — Тунис 3:0 (15:6, 15:10, 15:5).
- 4-й тур.

24 сентября
США — Франция 3:0 (17:15, 15:6, 15:13).
Япония — Тунис 3:0 (15:4, 15:11, 15:7).
Аргентина — Нидерланды 3:0 (15:11, 15:7, 15:8).
- 5-й тур.

26 сентября
Аргентина — Франция 3:0 (15:7, 15:5, 15:5).
США — Тунис 3:0 (15:4, 15:6, 15:4).
Нидерланды — Япония 3:0 (15:7, 15:4, 15:8).
| Команда       | 1   | 2   | 3   | 4   | 5   | 6   | И | В | П | С/П  | О  |
| ------------- | --- | --- | --- | --- | --- | --- | - | - | - | ---- | -- |
| 1. США        |     | 3:2 | 3:0 | 3:1 | 3:0 | 3:0 | 5 | 5 | 0 | 15:3 | 10 |
| 2. Аргентина  | 2:3 |     | 3:0 | 3:0 | 3:1 | 3:0 | 5 | 4 | 1 | 14:4 | 9  |
| 3. Франция    | 0:3 | 0:3 |     | 3:1 | 3:1 | 3:0 | 5 | 3 | 2 | 9:8  | 8  |
| 4. Нидерланды | 1:3 | 0:3 | 1:3 |     | 3:0 | 3:0 | 5 | 2 | 3 | 8:9  | 7  |
| 5. Япония     | 0:3 | 1:3 | 1:3 | 0:3 |     | 3:0 | 5 | 1 | 4 | 5:12 | 6  |
| 6. Тунис      | 0:3 | 0:3 | 0:3 | 0:3 | 0:3 |     | 5 | 0 | 5 | 0:15 | 5  |

#### Классификационный раунд
- Полуфиналы за 9—12-е места. 28 сентября

Италия — Тунис — 3:0 (15:2, 15:2, 15:5).
Япония — Южная Корея — 3:2 (13:15, 6:15, 15:9, 15:13, 15:9).
- Полуфиналы за 5—8-е места. 28 сентября

Болгария — Франция — 3:0 (15:8, 15:12, 15:11).
Нидерланды — Швеция — 3:2 (15:10, 13:15, 8:15, 15:11, 16:14).
- Матч за 11-е место. 30 сентября

Южная Корея — Тунис — 3:0 (15:11, 15:9, 15:7).
- Матч за 9-е место. 30 сентября

Италия — Япония — 3:2 (15:11, 15:11, 12:15, 13:15, 15:7).
- Матч за 7-е место. 1 октября

Швеция — Франция — 3:2 (12:15, 15:5, 8:15, 15:12, 15:12).
- Матч за 5-е место. 1 октября

Нидерланды — Болгария — 3:0 (15:6, 15:8, 15:10).

#### 1/2 финала
30 сентября
СССР — Аргентина 3:0 (15:11, 17:15, 15:8).
США — Бразилия 3:0 (15:3, 15:5, 15:11).

#### Матч за 3-е место
2 октября
Аргентина — Бразилия 3:2 (15:10, 15:17, 15:8, 12:15, 15:9).

#### Финал
2 октября
США — СССР 3:1 (13:15, 15:10, 15:4, 15:8).

#### Индивидуальные призы
| MVP        | Лучший в атаке | Лучший на блоке | Лучший на подаче | Лучший связующий      | Лучший на приёме | Лучший в защите   |
| ---------- | -------------- | --------------- | ---------------- | --------------------- | ---------------- | ----------------- |
| Карч Кирай | Андреа Гардини | Стив Тиммонс    | Рон Звервер      | Фердинандо Де Джорджи | Роберт Ствртлик  | Элзабуро Мицукаси |

#### Итоговое положение
| 1. США        | 7. Швеция       |
| 2. СССР       | 8. Франция      |
| 3. Аргентина  | 9. Италия       |
| 4. Бразилия   | 10. Япония      |
| 5. Нидерланды | 11. Южная Корея |
| 6. Болгария   | 12. Тунис       |

### Женщины

#### Группа А
- 1-й тур.

20 сентября
Япония — СССР 3:2 (15:2, 8:15, 15:12, 10:15, 19:17).
Южная Корея — ГДР 3:1 (15:6, 14:16, 15:10, 15:7).
- 2-й тур.

23 сентября
ГДР — Япония 3:2 (11:15, 16:14, 4:15, 15:2, 15:7).
СССР — Южная Корея 3:0 (15:5, 15:8, 15:7).
- 3-й тур.

25 сентября
СССР — ГДР 3:0 (18:16, 15:7, 15:4).
Япония — Южная Корея 3:1 (8:15, 15:3, 15:11, 15:8).
| Команда        | 1   | 2   | 3   | 4   | И | В | П | С/П | О |
| -------------- | --- | --- | --- | --- | - | - | - | --- | - |
| 1. СССР        |     | 2:3 | 3:0 | 3:0 | 3 | 2 | 1 | 8:3 | 5 |
| 2. Япония      | 3:2 |     | 3:1 | 2:3 | 3 | 2 | 1 | 8:6 | 5 |
| 3. Южная Корея | 0:3 | 1:3 |     | 3:1 | 3 | 1 | 2 | 4:7 | 4 |
| 4. ГДР         | 0:3 | 3:2 | 1:3 |     | 3 | 1 | 2 | 4:8 | 4 |

#### Группа B
- 1-й тур.

20 сентября
Китай — США 3:0 (15:9, 15:5, 15:7).
Перу — Бразилия 3:0 (15:11, 15:11, 15:3).
- 2-й тур.

23 сентября
США — Бразилия 3:2 (14:16, 15:5, 15:13, 12:15, 15:7).
Перу — Китай 3:2 (13:15, 15:13, 7:15, 15:12, 16:14).
- 3-й тур.

25 сентября
Китай — Бразилия 3:1 (2:15, 15:7, 15:12, 15:11).
Перу — США 3:2 (12:15, 9:15, 15:4, 15:5, 15:9).
| Команда     | 1   | 2   | 3   | 4   | И | В | П | С/П | О |
| ----------- | --- | --- | --- | --- | - | - | - | --- | - |
| 1. Перу     |     | 3:2 | 3:2 | 3:0 | 3 | 3 | 0 | 9:4 | 6 |
| 2. Китай    | 2:3 |     | 3:0 | 3:1 | 3 | 2 | 1 | 8:4 | 5 |
| 3. США      | 2:3 | 0:3 |     | 3:2 | 3 | 1 | 2 | 5:8 | 4 |
| 4. Бразилия | 0:3 | 1:3 | 2:3 |     | 3 | 0 | 3 | 3:9 | 3 |

#### Классификационный раунд
- Полуфиналы за 5—8-е места. 27 сентября

ГДР — США 3:1 (15:13, 15:11, 10:15, 15:8).
Бразилия — Южная Корея 3:2 (15:6, 15:17, 8:15, 15:4, 17:15).
- Матч за 7-е место. 29 сентября

США — Южная Корея 3:2 (15:4, 12:15, 13:15, 15:9, 15:8).
- Матч за 5-е место. 29 сентября

ГДР — Бразилия 3:1 (15:9, 15:4, 11:15, 15:11).

#### 1/2 финала
27 сентября
Перу — Япония 3:2 (15:9, 15:6, 6:15, 10:15, 15:13).
СССР — Китай 3:0 (15:0, 15:9, 15:2).

#### Матч за 3-е место
29 сентября
Китай — Япония 3:0 (15:13, 15:6, 15:6).

#### Финал
29 сентября
СССР — Перу 3:2 (10:15, 12:15, 15:13, 15:7, 17:15).

#### Индивидуальные призы
| MVP          | Лучшая в атаке | Лучшая на блоке | Лучшая на подаче | Лучшая связующая | Лучшая на приёме | Лучшая в защите |
| ------------ | -------------- | --------------- | ---------------- | ---------------- | ---------------- | --------------- |
| Сесилия Тайт | Кимберли Оден  | Сусанна Ламе    | Грит Йенсен      | Ян Силань        | Пак Ми Хи        | Майке Арльт     |

#### Итоговое положение
| 1. СССР        |
| 2. Перу        |
| 3. Китай       |
| 4. Япония      |
| 5. ГДР         |
| 6. Бразилия    |
| 7. США         |
| 8. Южная Корея |